# Norwegian Air Sweden
Norwegian Air Sweden AOC je letecká společnost sídlící v Stockholm-Arlanda a je plně integrovaná pod společnost Norwegian Air Shuttle. Vznikla 20. listopadu 2018 a využívá letouny Boeing 737 MAX 8 i Boeing 737–800. Všechna letadla jsou registrována ve Švédsku.